# Arias (Córdoba)
Pour les articles homonymes, voir Arias.
Arias est une localité rurale argentine située dans le département de Marcos Juárez, province de Córdoba. Elle se trouve à 125 kilomètres de la capitale départementale et à 360 kilomètres de la ville de Córdoba. Elle est située au km 410 de la route nationale 8, qui la fait communiquer avec le reste du pays.

## Structures
Arias possède l'un des carnavals les plus importants de la province de Córdoba. L'événement se déroule dans un sambodrome, le premier dans le centre du pays, inauguré en 2002.
Arias compte deux écoles secondaires, trois écoles primaires, trois jardins d'enfants et une école spéciale. Il existe également une école tertiaire.
Un parc industriel de 12 hectares a été construit en 2007, puis étendu à 22 hectares en 2009 et à 27 hectares en 2011.

## Religion
| Diocèse  | Concepción del Río Cuarto                  |
| -------- | ------------------------------------------ |
| Paroisse | Santa Rosa de Lima e Inmaculada Concepción |